# وینسنت آرتور اسمیت
وینسنت آرتور اسمیت، (۳ ژوئن ۱۸۴۳–۶ فوریه ۱۹۲۰) محقق ایرلندی و مورخ هنر و هندشناس بود.

## زندگی‌نامه
اسمیت در ۳ ژوئن ۱۸۴۳ در دوبلین متولد شد که در آن زمان بخشی از پادشاهی متحده بریتانیا و ایرلند بود. پدر وی دکتر آکیلا اسمیت بود که در محافل پزشکی و سکه‌شناسی در دوبلین و لندن شهرت داشت.
او در سال ۱۸۷۱ امتحان خدمات مدنی هند را گذراند و به عنوان نماینده در ولایات متحد در هند منصوب شد. وی برای خدمت در بین سالهای ۱۸۷۱–۱۹۰۰ در پستهای مختلف اداری و اجرایی از جمله دوره‌هایی برای قاضی منطقه و جلسات کمسیونری در ژوئیه ۱۹۰۰ انتخاب شد.
در سال ۱۹۱۰ اسمیت در آکسفورد اقامت گزید و در آنجا به کالج سنت جان پیوست و به عنوان سرپرست انستیتوی هند منصوب شد.
اسمیت پس از بازگشت به انگلستان کتابهایی دربارهٔ حاکمان مختلف مانند امپراتور بودایی ، آشوکا و امپراتور مغول ، اکبر و تاریخچه هنرهای زیبا در هند و سیلان نوشت. وی همچنین دو جلد جامع در مورد تاریخ هند منتشر کرد، "تاریخ اولیه هند" و "تاریخ آکسفورد هند".
اسمیت با اعطای همیار فرمان امپراطوری هند و در سال ۱۹۱۹ از دانشگاه دوبلین به درجه دکترا نائل شد.
وی در ۶ فوریه ۱۹۲۰ در آکسفورد درگذشت.

## بیشتر خواندن
- "Smith, Vincent Arthur". Oxford Dictionary of National Biography (online ed.). Oxford University Press. doi:10.1093/ref:odnb/36164. (Subscription or UK public library membership required.)